# Communauté de communes Orée de Bercé-Belinois
Die Communauté de communes Orée de Bercé-Belinois (offizielle Schreibweise: Communauté de communes Orée de Bercé - Belinois) ist ein französischer Gemeindeverband mit der Rechtsform einer Communauté de communes im Département Sarthe in der Region Pays de la Loire. Sie wurde am 28. Dezember 1993 gegründet und umfasste acht Gemeinden. Der Verwaltungssitz befindet sich im Ort Écommoy.
Mit Wirkung vom 1. Januar 2025 wurden die bis dahin selbstständigen Gemeinden Laigné-en-Belin und Saint-Gervais-en-Belin zur Commune nouvelle Laigné-Saint-Gervais zusammengelegt. Dies reduzierte die Anzahl der Gemeinden des Gemeindeverbands auf sieben.

## Mitgliedsgemeinden
| Gemeinde                                      | Einwohner 1. Januar 2022 | Fläche km² | Dichte Einw./km² | Code INSEE | Postleitzahl |
| --------------------------------------------- | ------------------------ | ---------- | ---------------- | ---------- | ------------ |
| Écommoy                                       | 4.818                    | 28,50      | 169              | 72124      | 72220        |
| Laigné-Saint-Gervais                          | 4.260                    | 22,25      | 191              | 72155      | 72220        |
| Marigné-Laillé                                | 1.618                    | 32,73      | 49               | 72187      | 72220        |
| Moncé-en-Belin                                | 3.699                    | 17,49      | 211              | 72200      | 72230        |
| Saint-Biez-en-Belin                           | 709                      | 9,27       | 76               | 72268      | 72220        |
| Saint-Ouen-en-Belin                           | 1.325                    | 15,14      | 88               | 72306      | 72220        |
| Teloché                                       | 3.043                    | 22,79      | 134              | 72350      | 72220        |
| Communauté de communes Orée de Bercé-Belinois | 19.472                   | 148,17     | 131              | –          | –            |